# Хуан де ла Крус (символ)
Хуан де ла Крус (исп. Juan de la Cruz) — образ типичного филиппинца, часто используемый в качестве персонификации страны. Обычно изображается в национальном головном уборе салакот, баронг-тагалоге, длинных штанах и цзинелах (местный термин для обозначения вьетнамок).

## История
Образ Хуана де ла Круса был придуман Робертом Маккаллоч-Диком, редактором и издателем The Philippine Free Press в начале XX века. Маккаллоч-Дик вёл в The Philippine Free Press криминальную рубрику и благодаря этому смог отследить частоту, с которой эти имена появлялись в полицейских протоколах и документах судов, а также давались католической церковью при крещении детей филиппинцев. Маккаллоч-Дик периодические публиковал в своей газете небольшие стихи о Хуане де ла Крусе, а впоследствии вывел его в образе «типичного филиппинца» в салакоте, домашних брюках и вьетнамках. В 1912 году Хорхе Пинеда, художник-карикатуристThe Philippine Free Press, нарисовал и изображение этого персонажа.

## Использование

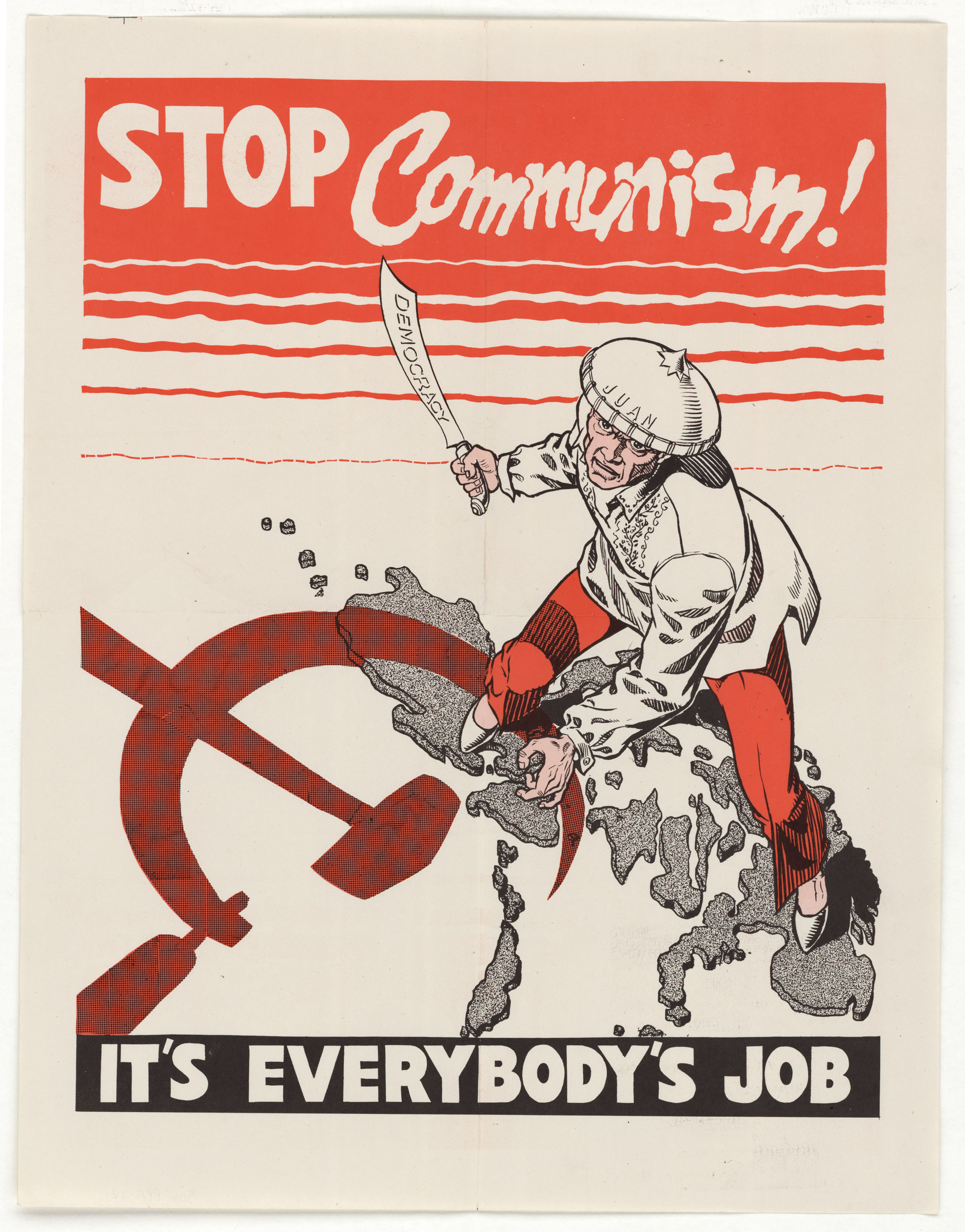
Плакат 1951 г.

Активисты борьбы за независимость Филиппин в период американской колонизации часто изображали Хуана де ла Круса на карикатурах вместе с «дядей Сэмом», представляя его как жертву американского империализма. В настоящее время этот образ используется филиппинскими СМИ как собирательный образ, отражающий позицию населения по различным социальным и политическим вопросам.
Имя «Хуан де ла Крус» (на испанском значит буквально «Иоанн Креста») часто используется на Филиппинах в качестве экземплификанта, подобно американскому Джону Доу или русскому Васе Пупкину. Женским вариантом экземлификанта является «Мария де ла Крус», поскольку имя Мария широко распространено среди филиппинок, хотя в современных филиппинских телевизионных кампаниях в этом качестве нередко используется имя «Хуана де ла Крус».